# Wendy Beth Zomlefer
Mae Wendy Beth Zomlefer (1954) es una botánica nacida en EE. UU.
En 1991, obtuvo su Ph.D. por la Universidad de la Florida.
Desarrolla actividades académicas como profesora y científicas como conservadora en el Herbario de la Universidad de Georgia.
Ha nombrado, para la ciencia, nuevos decubrimientos de especies de la familia Melanthiaceae, con énfasis en el género Anticlea.

## Obra

### Algunas publicaciones
- w.b. Zomlefer, j.r. Comer, r.d. Lucardi, j.l. Hamrick, j.r. Allison. 2018. Distribution and Genetic Diversity of the Rare Plant Veratrum woodii (Liliales: Melanthiaceae) in Georgia: A Preliminary Study with AFLP Fingerprint Data. Systematic Botany 43 (4), 858-869

- m. Anwar, m. Turner, n. Farrell, w.b. Zomlefer, o.m McDougal, b.w. Morgan. 2018. Hikers poisoned: Veratrum steroidal alkaloid toxicity following ingestion of foraged Veratrum parviflorum. Clinical toxicology, 1-5

- w.b. Zomlefer, j.r. Carter, j.r. Allison, w.w. Baker, d.e. Giannasi, s.c. Hughes. 2018. Additions to the Flora of Georgia Vouchered at the University of Georgia (GA) and Valdosta State University (VSC) Herbaria. Castanea 83 (1), 124-139

- La abreviatura «Zomlefer» se emplea para indicar a Wendy Beth Zomlefer como autoridad en la descripción y clasificación científica de los vegetales.[4]